# Sedum rhodanthum
Sedum rhodanthum là một loài thực vật có hoa trong họ Crassulaceae. Loài này được A. Gray miêu tả khoa học đầu tiên năm 1862.